# NGC 7615
NGC 7615 est une galaxie spirale située dans la constellation de Pégase. Sa vitesse par rapport au fond diffus cosmologique est de 2 673 ± 28 km/s, ce qui correspond à une distance de Hubble de 39,4 ± 2,8 Mpc (∼129 millions d'al). NGC 7615 a été découverte par l'astronome britannique John Herschel en 1830.

## Groupe de NGC 7541
Selon un article publié en 2007 par Levy et col., NGC 7515 est membre d'un groupe de galaxies qui porte son nom, selon une convention non officiellle qui veut que l'on donne le nom d'un groupe à la galaxie la plus lumineuse. Selon cet article le groupe de NGC 7541 renferme sept galaxies. Les sutres galaxies du groupe sont NGC 7537, NGC 7541, UGC 12304, UGC 12522, UGC 12544 et UGC 12580. Ce groupe est situé à l'arrière-plan de l'amas de Pégasus I,.
D'autre part, la base de données NASA/IPAC metionne que NGC 7515 est aussi membre du groupe de WBL 708 en se basant sur un catalogue publié en mai 1999 par Richard A. White, Mark Bliton, Suketu P. Bhavsar, Patricia Bornmann, Jack O. Burns, Michael J. Ledlow et Christen Loken. La désignation employée pour les groupes de ce catalogue commence par les trois lettres WBL suivies d'un numéro de groupe. L'identification des galaxies est malheureusement toujours absente, mais la base de données NASA/IPAC permet souvent l'identification de celles-ci en entrant la requête "WBL xyz-..", où les lettres xyz correspondent au numéro du groupe et les deux points à un numéro toujours inférieur à 10. Les galaxies membres du groupe WBL 708 sont NGC 7615 (WBL 708-1), NGC 7621 ((WBL 708-2) et NGC 7623 ((WBL 708-2). Deux galaxies du groupe proposé par White et col. sont donc absentes de la liste de Levy. 
Le tableau de la page du groupe de NGC 7541 permet de comparer les deux groupes et les principales caractéristiques des leurs membres.